# Sung Joon
Sung Joon (성준?), pseudonimo di Bang Sung-joon (방성준)? (Seul, 10 luglio 1990), è un attore e modello sudcoreano.

## Filmografia

### Cinema
- Naneun gongmu-won-ida (나는 공무원이다), regia di Koo Ja-hong (2012)
- Myeong-wangseong (명왕성), regia di Shin Su-won (2012)
- Museo-un i-yagi 2 (무서운 이야기 2), regia di Min Kyu-dong, Kim Sung-ho, Kim Hwi e Jung Bum-sik (2013)
- Baba de jiaqi (爸爸的假期), regia di Wang Yuelun (2015)
- L'assassina (악녀), regia di Jung Byung-gil (2017)

### Televisione
- Kae-in-ui chwihyang (개인의 취향) – serie TV (2010)
- White Christmas (화이트 크리스마스) – serie TV (2011)
- Naege geojinmar-eul haebwa (내게 거짓말을 해봐) – serie TV (2011)
- Dakchigo kkonminam band (닥치고 꽃미남 밴드) – serie TV (2012)
- Uriga gyeolhonhal su isseulgga (우리가 결혼할 수 있을까) – serie TV (2012-2013)
- Guga-ui seo (구가의) – serie TV (2013)
- Romaenseuga pil-yohae 3 (로맨스가 필요해 3) – serie TV (2014)
- Yeon-ae-ui balgyeon (연애의 발견) – serie TV (2014)
- Hyde Jekyll, na (하이드 지킬, 나) – serie TV (2015)
- Sangnyusahoe (상류사회) – serie TV (2015)
- Island (아일랜드?, A-illaendeuLR) – serie TV (2022-2023)
- Yeolhyeolsaje (열혈사제?) – serie TV (2024)
- Chiamalo amore (사랑이라 말해요?, Sarang-ira mlhae-yoLR) – serie TV (2023)

## Discografia
- 2012 – "Jaywalking" (Dakchigo kkonminam band OST)[2]
- 2012 – "Wake Up" (Dakchigo kkonminam band OST)
- 2012 – "Today" (Dakchigo kkonminam band OST)
- 2012 – "Words You Shouldn't Know" (Dakchigo kkonminam band OST)
- 2014 – "Love Is Smiling" (Romaenseuga pil-yohae 3 OST)[3]

## Riconoscimenti
| Anno | Premio                                  | Categoria                               | Opera nominata                       | Risultato       |
| ---- | --------------------------------------- | --------------------------------------- | ------------------------------------ | --------------- |
| 2012 | KBS Drama Awards                        | Best Actor in a One-Act Drama/Special   | Swamp Ecology Report                 | Vincitore/trice |
| 2014 | 7th Style Icon Awards                   | New Icon                                |                                      | Vincitore/trice |
| 2014 | Seoul International Youth Film Festival | Best Young Actor                        | Guga-ui seo, Romaenseuga pil-yohae 3 | Candidato/a     |
| 2014 | KBS Drama Awards                        | Excellence Award, Actor in a Miniseries | Yeon-ae-ui balgyeon                  | Candidato/a     |